# بورتوبيللو (رواية)
بورتوبيللو هي رواية للكاتبة البريطانيّة روث ريندل، نشرت عام 2008 . يقع في وحول طريق بورتوبيللو في نوتنج هيل ، لندن. تمّت كتابته بأسلوب السّرد بضمير الغائب ، وهو يتتبع حياة عدد من سكان لندن — الأغنياء والفقراء على حد سواء — الّذين يعيشون بالقرب من سوق بورتوبيللو رود الّذين تتقاطع مساراتهم عن طريق الصّدفة بدلاً من التّصميم. بمعنى آخر، بورتوبيللو يدور حول "مصائر مجموعة متنوّعة بشكل غريب من النّاس، السّمة المشتركة الوحيدة بينهم هي الرّمز البريدي الخاصّ بهم". 
طوال الرواية، يبدو أن هناك شيئًا خطيرًا كامنًا خلف كلّ زاوية شارع، والشك في أن شيئًا فظيعًا أو شريرًا سيحدث في أيّ لحظة "(هذه رواية لروث ريندل) هو ما يجذب القارئ"  كما "واحدة من أبرز المؤرخين في لندن المعاصرة"، عرفت ريندل المنطقة وسكّانها لفترة طويلة لدرجة أن "تناولها لنوتنج هيل يعيد بعضًا من الخشونة الّتي سلبتها عمليّة التّحسين والتّلعثم الشّديد في فيلم نفس الاسم." 

## ملخص الحبكة
الشّخصية المركزيّة في الرّواية هي يوجين رين، وهو تاجر فنّي ثريّ في منتصف العمر، وشخصيته السّرية تهدّد سلامة عقله وعلاقته مع إيلا كوتسوولد، وخطوبتها في نهاية المطاف، وهي طبيبة عامّة جذّابة تصغره بعشر سنوات. بعد أن تغلّب رين في الماضي على العديد من الإدمانات الطّفيفة للكحول والنيكوتين والطّعام، أصبح مدمنًا على علامة تجاريّة خاصّة من الحلوى الخالية من السّكر، والّتي يريد إخفاءها عن خطيبته. عندما يقرّر الزّوجان أن تبيع إيلا شقّتها وتنتقل للعيش معه، يبدأ في اختلاق الأعذار والأكاذيب حتّى يبقى بمفرده فقط للوقت الّذي يستغرقه مصّ الحلوى والتّخلص من الرّائحة الحلوة في أنفاسه بعد ذلك. . يشعر بالخجل الشديد من عادته، فيشتري الحلويات ويخزنها ويستهلكها سرًا، وينشئ عدة مخابئ في منزله المرصع بالتحف. عندما تجد إيلا واحدًا منهم، بدافع الفضول، تستمر في البحث في بقية المنزل، وتواجه ورين أخيرًا باكتشافها، فهو يشعر بالخجل الشديد من نفسه لدرجة أنه لا يرى طريقة أخرى سوى فسخ خطوبتهما والانتقال. في فندق.